# Limbiska systemet

Det limbiska systemet i hjärnan.

Limbiska systemet (från latinets limbus, "kant") är ett komplex av nervceller på insidan av hjärnans båda hemisfärer med en delstruktur i vardera tinningloben. Det limbiska systemet utgörs bland annat av amygdala, gyrus cinguli och hippocampus. Kategoriseringen av det limbiska systemet anses av vissa forskare idag vara felaktig.

## Funktion
Det limbiska systemet kallas för känslohjärnan och tillhör det centrala nervsystemet. Det är på grund av detta system som man blir irrationell vid förälskelser (detta medan för mycket endorfin utsöndras). Limbiska systemet påverkar också det autonoma nervsystemet genom att göra individen stressad via det sympatiska systemet. Också sexualiteten styrs härifrån. När det gäller minne och inlärning, har detta system en mycket viktig roll.
Luktsinnet är direkt kopplat till det limbiska systemet, till skillnad från andra sinnesorgan som kopplas om i talamus, innan de når storhjärnan.

## Anatomi
Följande delar anses vara del av det limbiska systemet:
- Amygdala (mandelkärnan) – involverad vid rädsla och aggression
- Accumbenskärnan – involverad vid belöning och beroende
- Gördelvindlingen – Gyrus cinguli – är en vindling på hjärnbarken i den mellersta delen av hjärnan, vilken delvis omger hjärnbalken och uppåt begränsas av gördelfåran – sulcus cinguli
- Hypotalamus – sköter frisättningen av olika hormoner, reglerar hjärtat
- Hippocampus – viktigt för korttidsminnet
- Orbifrontala hjärnbarken (orbitofrontala cortex) – används vid beslutstagande
- Gyrus parahippocampalis (en del av accumbenskärnan)
- Slutstrimman – stria terminalis – involverad i ångest och stress
- Vårtkroppen – corpus mamillare – kan vara viktiga för minnet